# Maciejów (Opole)
Pour les articles homonymes, voir Maciejów.
Maciejów est une localité polonaise de la gmina et du powiat de Kluczbork en voïvodie d'Opole.